# Parasitaxus usta
Parasitaxus usta är en barrträdart som först beskrevs av Eugène Vieillard, och fick sitt nu gällande namn av De Laub. Parasitaxus usta ingår i släktet Parasitaxus och familjen Podocarpaceae. IUCN kategoriserar arten globalt som sårbar. Inga underarter finns listade i Catalogue of Life.